# Magda Dávid
Magdolna Dávid, detta Magda (Budapest, 23 febbraio 1942), è una nuotatrice ungherese.
Specializzata nel dorso, ha partecipato ai Giochi di Roma 1960, gareggiando nei 100m dorso e nella Staffetta 4x100m mista.